# Friona frontella
Friona frontella är en stekelart som beskrevs av Cameron 1904. Friona frontella ingår i släktet Friona och familjen brokparasitsteklar. Inga underarter finns listade i Catalogue of Life.